# مايك هاريس (كرة سلة)
مايكل لاترينت هاريس (مواليد 15 يونيو 1983) هو لاعب كرة السلة أمريكي محترف معتزل.

## المسيرة الجامعية
لعب هاريس كرة السلة الجامعية لصالح جامعة رايس، وأنهى مسيرته كأفضل هداف في تاريخ رايس (2,014 نقطة) وأفضل ملتقط كرات مرتدة (1,111 كرة).

## المسيرة الاحترافية
لعب هاريس بشكلٍ احترافي مع بي سي كييف في الدوري الأوكراني الممتاز لكرة السلة خلال موسم 2005–06. وفي فترة ما قبل موسم الدوري الأمريكي لكرة السلة 2006–07، وقّع هاريس مع ميلووكي باكس، حيث بلغ معدله 6.0 نقاط لكل مباراة و2.4 متابعة في خمس مباريات استعدادية قبل أن يتم الاستغناء عنه قبل انطلاق الموسم الرسمي. ثم قضى هاريس موسم 2006–07 مع كولورادو 14يرز في دوري الرابطة الوطنية لكرة السلة للتطوير. حقق متوسط 11.8 نقطة، 6.8 متابعات، و1.54 تصديات لكل مباراة في 48 مباراة مع الفريق خلال موسم 2006–07.
في 13 يوليو 2008، وقّع هاريس عقداً مع هيوستن روكتس، وبعد أن حقق متوسط 5.0 نقاط و6.0 متابعات في أول مباراتين استعداديتين للفريق، تم الاستغناء عنه في 22 أكتوبر قبل بداية الموسم.
في موسم 2007–08، لعب هاريس مع دونغقوان ليوباردز في الرابطة الصينية لكرة السلة (CBA)، بمتوسط 28 دقيقة لعب لكل مباراة، و24.3 نقطة و11.6 متابعة في 25 مباراة. بعد انتهاء الموسم في الصين، وقّع عقداً مؤقتاً لمدة عشرة أيام مع هيوستن روكتس في 9 مارس 2008، ثم حصل على عقد حتى نهاية الموسم مع خيار للفريق للتجديد للموسم التالي. خلال فترة ما قبل موسم 2008–09، استغنى هيوستن عنه مجدداً.
في موسم 2009–2010، انضم هاريس إلى ريو غراندي فالي فايبرز. وبعد أن حقق متوسط 25.3 نقطة، وقّع مع هيوستن روكتس. وفي 6 يناير 2010، تم الاستغناء عنه من قِبل هيوستن. لاحقاً في نفس الموسم، لعب لفترة قصيرة مع واشنطن ويزاردز، قبل أن يعود مجدداً إلى ريو غراندي فالي فايبرز. وفي 24 مارس 2010، وقّع مرة أخرى مع هيوستن روكتس. وأُعيد إرساله إلى ريو غراندي فالي فايبرز في 13 أبريل 2010. كما حصل هاريس على جائزة أفضل لاعب في دوري الـNBA للتطوير لموسم 09-10، إضافةً إلى الفوز ببطولة دوري الرابطة الوطنية لكرة السلة للتطوير بعد الانتصار 2-0 على فريق 66ers، حيث سجل 26 نقطة و16 متابعة في المباراة الثانية.
في صيف 2012، وقّع هاريس مع مينيسوتا تمبر ولفز. لكنه أُعفي قبل بداية موسم 2012–13. في خريف ذلك العام، انضم إلى جيانغسو دراجونز في الصين. وبعد نهاية الموسم، انضم إلى ليونيس دي بونس في بورتوريكو. خلال ذلك الموسم، اختير هاريس كأفضل لاعب في الدوري، بمتوسط 20.4 نقطة و10.2 متابعة.
في 26 سبتمبر 2013، وقّع مع يوتا جاز. وفي 7 يناير 2014، تم الاستغناء عنه بعد أن لعب 20 مباراة بمتوسط 4.2 نقطة. وفي 22 يناير 2014، وقّع مع تشيجيانغ غولدين بولز في الصين لبقية موسم 2013–14 في الرابطة الصينية لكرة السلة. وبعد انتهاء الموسم الصيني، عاد إلى ليونيس دي بونس في بورتوريكو. قاد هاريس فريقه إلى الفوز بالبطولة وحصل على جائزة أفضل لاعب في النهائيات. وقد اعتُبر على نطاق واسع أفضل لاعب في دوري بورتوريكو لكرة السلة خلال تلك الفترة.
في سبتمبر 2014، عاد إلى الصين ووقّع مع تشينغداو دبلستار لموسم موسم 2014–15 في الرابطة الصينية لكرة السلة. وفي 10 أبريل 2015، وقّع مجدداً مع ليونيس دي بونس.
في أكتوبر 2015، وقّع مع سيشوان بلو وايلز لموسم موسم 2015–16 في الرابطة الصينية لكرة السلة. وساعد الفريق على الفوز بأول لقب في تاريخه في مارس التالي، ثم جدّد عقده لموسم موسم 2016–17 في الرابطة الصينية لكرة السلة، لكنه غاب عن معظم الموسم بسبب الإصابة.
عاد هاريس إلى بورتوريكو في صيف 2017 للعب مع ليونيس دي بونس، ثم وقّع مع فوجيان سترجيونز في الصين لموسم موسم 2017–18 في الرابطة الصينية لكرة السلة.
أعلن تقاعده في عام 2022.

## إحصائيات المسيرة

### الموسم الاعتيادي
| السنة   | الفريق         | لعب | بدأ | دقيقة | ميداني% | ثلاثية | حرة   | ارتداد | صنع | استلاب | تصدي | نقطة |
| ------- | -------------- | --- | --- | ----- | ------- | ------ | ----- | ------ | --- | ------ | ---- | ---- |
| 2007–08 | هيوستن روكتس   | 17  | 0   | 9.4   | .500    | .000   | .615  | 3.2    | .2  | .4     | .2   | 3.6  |
| 2009–10 | هيوستن روكتس   | 8   | 0   | 10.3  | .370    | .000   | .556  | 2.5    | .4  | .5     | .1   | 3.1  |
| 2009–10 | واشنطن ويزاردز | 5   | 0   | 2.8   | .333    | .000   | 1.000 | .8     | .0  | .2     | .0   | .8   |
| 2010–11 | هيوستن روكتس   | 4   | 0   | 4.0   | .500    | .000   | .500  | 1.3    | .3  | .0     | .3   | 2.0  |
| 2013–14 | يوتاه جاز      | 20  | 0   | 11.3  | .475    | .000   | .963  | 1.7    | .3  | .8     | .4   | 4.2  |
| المسيرة |                | 54  | 0   | 9.2   | .464    | .000   | .782  | 2.1    | .2  | .5     | .2   | 3.4  |

### التصفيات
| السنة   | الفريق       | لعب | بدأ | دقيقة | ميداني% | ثلاثية | حرة  | ارتداد | صنع | استلاب | تصدي | نقطة |
| ------- | ------------ | --- | --- | ----- | ------- | ------ | ---- | ------ | --- | ------ | ---- | ---- |
| 2008    | هيوستن روكتس | 3   | 0   | 3.0   | .500    | .000   | .500 | .7     | .0  | .0     | .0   | 1.0  |
| المسيرة |              | 3   | 0   | 3.0   | .500    | .000   | .500 | .7     | .0  | .0     | .0   | 1.0  |

## روابط خارجية
- مايك هاريس على موقع إن بي أي (الإنجليزية)
- مايك هاريس على موقع سبورتس رفرنس (الإنجليزية)
- مايك هاريس على موقع كرة السلة الأوروبية.كوم (الإنجليزية)
- مايك هاريس على موقع كلية كرة السلة في سبورتس رفرنس.كوم (الإنجليزية)
- مايك هاريس على موقع ريلجم (الإنجليزية)
- مايك هاريس على موقع بروبوليرز (الإنجليزية)
- مايك هاريس على موقع سبورتس رفرنس (الإنجليزية)
- مايك هاريس على موقع سبورتس رفرنس (الإنجليزية)